# Ютунхеймен (национальный парк)
Национа́льный па́рк Ютунхеймен (норв. Jotunheimen nasjonalpark) — национальный парк в центральной части южной Норвегии, на плоскогорье Ютунхеймен. Название парка происходит от названия массива, которое, в свою очередь, было дано в 1862 году поэтом Осмунном Олавссоном Винье и восходит к Ётунхейму германо-скандинавской мифологии. До этого массив назывался норв. Jotunfjeldene, «горы гигантов».
Территория парка поделена между губерниями (фюльке) Согн-ог-Фьюране и Оппланн. К парку примыкает природоохранная зона Утладален, где расположен высочайший в Норвегии водопад — Веттисфоссен.
В парке расположены более 250 вершин высотой более 1900 м. Самые высокие точки — вершины Галлхёпигген (2469 м) и Глиттертинн (2465 м). Геологически плоскогорье Ютунхеймен было сложено в докембрии.
На территории парка встречаются такие млекопитающие как волк, олени, росомаха и рысь. Почти во всех озёрах и реках водится форель.

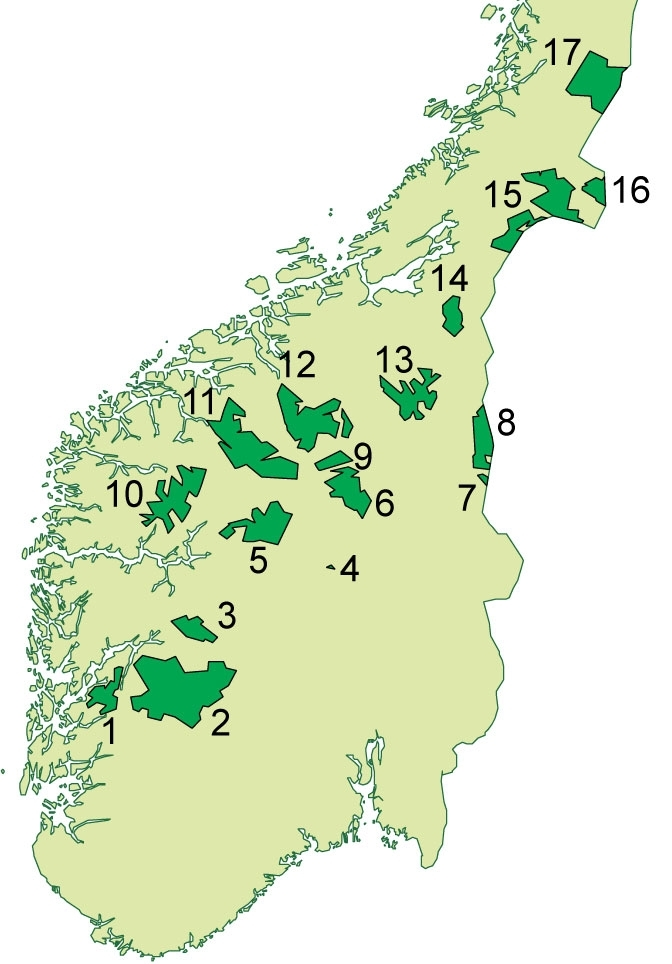
Карта национальных парков южной Норвегии; Ютунхеймен отмечен цифрой 5.

## История
В 1400 году был издан королевский указ о «Королевской дороге», в котором резидентам Лома предписывалось содержать в порядке проход через горы в районе Согрефьелль, через который население Гудбраннсдалена добиралось в ближайший торговый город, Берген. В Берген везли сельскохозяйственные продукты, а обратно — соль, изделия из металла, текстиль и лютефиск.
В 1869 году Норвежское общество туристов (DNT) открыло первую хижину на плоскогорье Ютунхеймен. В настоящее время национальный парк Ютунхеймен — одна из наиболее популярных туристических областей в Европе. По озеру Гьенде ходит теплоход, а через парк (в восточной его части) проходит автомобильная дорога. Королевским указом в декабре 1980 года был образован национальный парк Ютунхеймен.